# Сейфертовская галактика

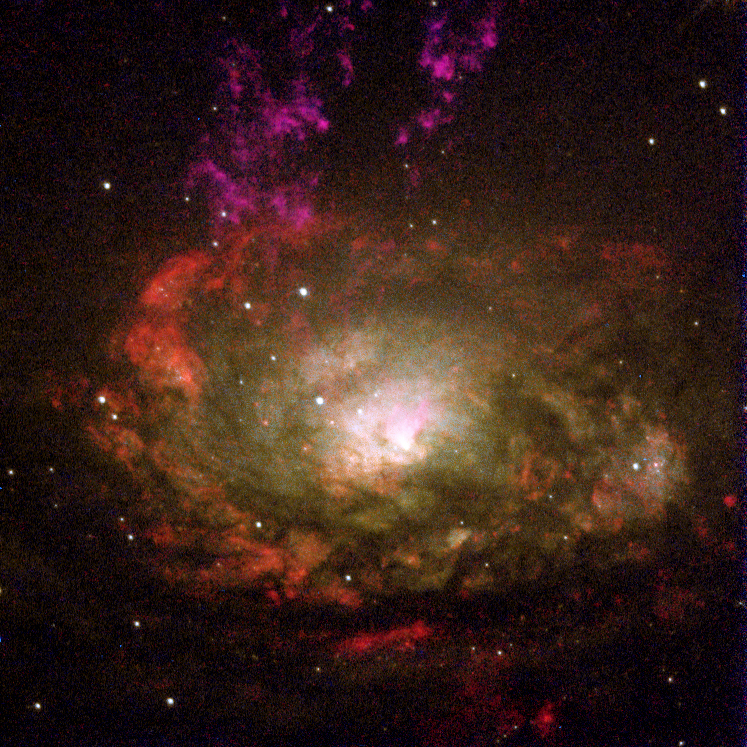
Галактика Циркуль — сейфертовская галактика второго типа

Сейфертовская галактика — спиральная, линзообразная или неправильная галактика с активным ядром, спектр излучения которого содержит множество ярких эмиссионных широких полос, что указывает на мощные выбросы газа со скоростями до нескольких тысяч километров в секунду. Такие галактики впервые описаны в 1943 году Карлом Сейфертом. Раньше считалось, что к числу сейфертовских галактик относится около 1 % наблюдаемых спиральных галактик, сейчас среди ярчайших галактик 16±5 % галактик считаются сейфертовскими.
Сейфертовские галактики и квазары — два наиболее распространённых типа галактик с активным ядром, но, в отличие от квазаров, сейфертовские галактики находятся ближе, поэтому можно исследовать саму галактику, а не только активное ядро. Поэтому учёные активно изучают этот тип галактик в надежде приблизиться к пониманию природы квазаров.
В оптическом диапазоне эти галактики не отличаются от обычных спиральных, однако в других диапазонах мощности излучения их ядер сопоставимы с мощностью излучения всего Млечного пути.
Теория, объясняющая активность ядер, предполагает наличие сверхмассивной чёрной дыры (массой в десятки или сотни миллионов масс Солнца) в центре галактики и аккрецию вещества на неё.
Сейфертовские галактики являются галактиками Маркаряна.

## История изучения

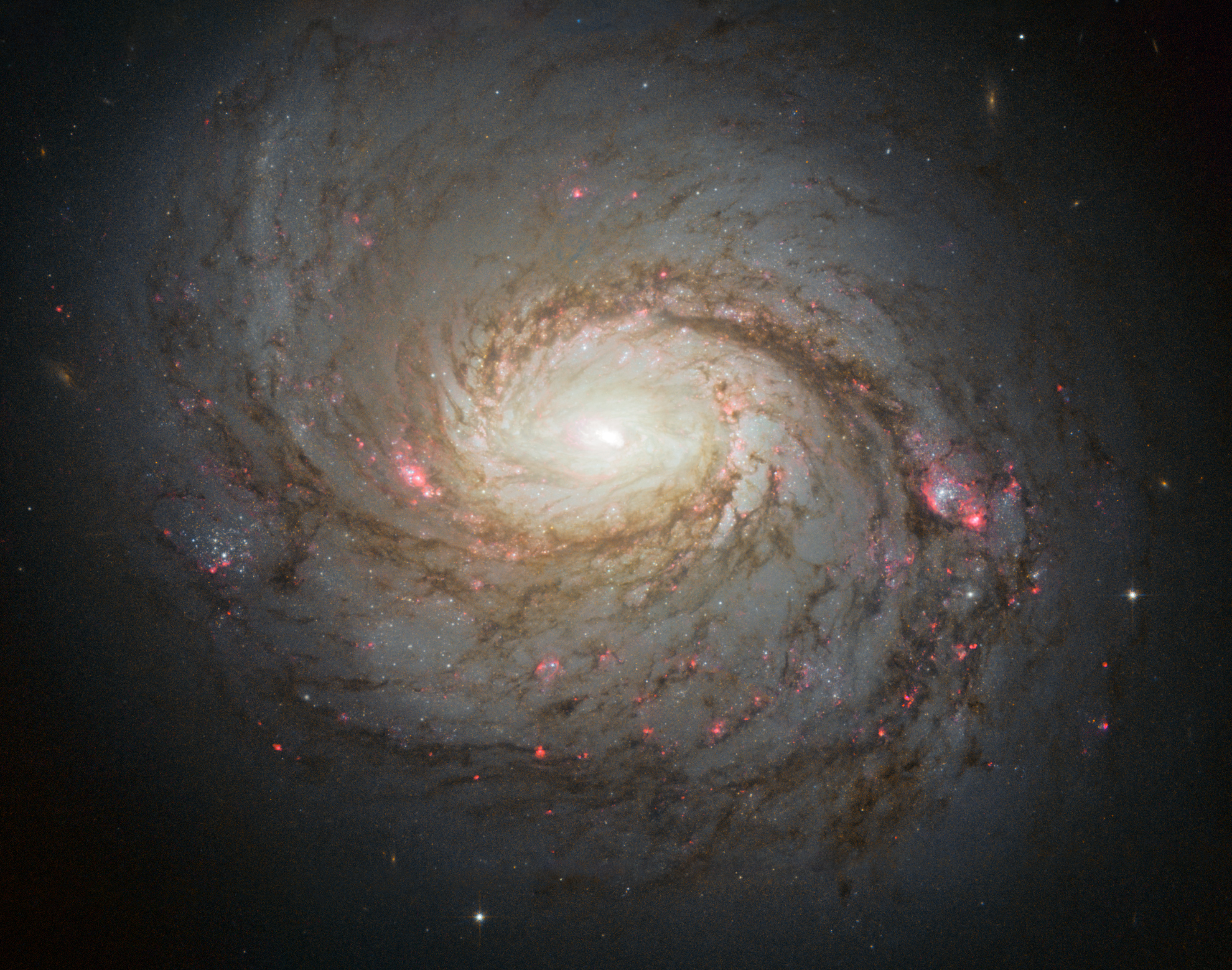
M 77 — одна из самых близких к нам сейфертовских галактик

В 1908 году Весто Слайфер и Эдвард Фат, работавшие в Ликской обсерватории, исследовали спектры «спиральных туманностей» — в то время ещё не было известно, что это отдельные галактики. В спектре сейфертовской галактики M 77 они обнаружили яркие и широкие эмиссионные линии и отметили, что похожие линии наблюдаются в спектрах планетарных туманностей.
В 1926 году Эдвин Хаббл заявил, что M 77 и еще две похожих «туманности» на самом деле находятся за пределами галактики. В 1943 году Карл Сейферт открыл другие галактики, похожие на M 77 и заметил, что у этих галактик очень яркие ядра, и что именно они являются источниками эмиссионных линий.
Изучение сейфертовских галактик продолжалось. Например, в 1968 году было выяснено, что размер области, которая излучает эмиссионные линии — порядка нескольких сотен парсек. С учетом того, что ядра могут менять свою яркость за годы, стало понятно, что и их размеры должны быть ограничены несколькими световыми годами.
В 1970-е годы было выяснено, что абсолютное большинство сейфертовских галактик — спиральные, но считалось, что из спиральных галактик сейфертовские составляют только 1% (более современные исследования показывают, что их 16±5% от ярчайших галактик из Пересмотренного каталога Шепли-Эймс ).
Оказалось, что спектры сейфертовских галактик выглядят по-разному, и сначала их разделили на два типа, в зависимости от ширины эмиссионных линий — I и II. Однако, этого оказалось недостаточно, и были предложены промежуточные типы: 1,2, 1,5, 1,8 и 1,9.